# Ali Amini
Ali Amini, pers. علی امینی (ur. 12 września 1905 w Teheranie, zm. 12 grudnia 1992 w Paryżu) – irański polityk, premier Iranu w latach 1961–1962.

## Życiorys

### Młodość
Był wnukiem Mozaffar ad-Dina Szah Kadżara; jego rodzicami byli jego córka Aszraf (Fachr-ol-Dowleh) i książę Muhsen. Jego rodzina była bardzo zamożna, a matka przyszłego premiera od dzieciństwa zachęcała go, by wybrał karierę polityczną, nawiązując do rodzinnych tradycji (dziadek Alego Aminiego od strony ojca sprawował urząd premiera). Przyszły polityk uzyskał wykształcenie podstawowe i średnie w Teheranie (zarówno religijne, jak i świeckie), po czym wyjechał na studia do Europy. Wybrał studia prawnicze na uniwersytecie w Grenoble, uznając, że będą one najlepszym przygotowaniem do podjęcia aktywności politycznej. Po powrocie do Iranu został zatrudniony przez Alego Akbara Dawara w niedawno utworzonym Ministerstwie Sprawiedliwości. Następnie był krótko sędzią, po czym wrócił do Francji, by podjąć studia w dziedzinie ekonomii, ukończone obroną doktoratu. W 1931 po raz drugi wrócił do ojczyzny i dzięki protekcji Alego Akbara Dawara znalazł zatrudnienie w Ministerstwie Finansów. Podczas jego pobytu we Francji w Iranie obalona została dynastia Kadżarów i jego rodzina straciła tytuł książęcy oraz znaczną część dotychczasowych wpływów. W 1939 był szefem irańskiego Głównego Urzędu Celnego.

### Kariera polityczna w latach 1946–1961
Jego kariera polityczna zaczęła rozwijać się dzięki protekcji Ahmada Ghawama, z którym była spokrewniona jego żona Batul. Wstąpił do założonej przez niego Partii Demokratycznej i w 1946 uzyskał z jej ramienia mandat deputowanego do irańskiego parlamentu. W 1949 po raz pierwszy uzyskał stanowisko rządowe w gabinecie Alego Mansura. Rok później Ahmad Ghawam mianował go w swoim kolejnym rządzie wicepremierem. Od Ghawama Ali Amini przejął również przekonanie, że powojenny Iran powinien pozostawać w dobrych relacjach ze Stanami Zjednoczonymi jako największą potęgą światową. Ali Amini wszedł również do pierwszego rządu Mohammada Mosaddegha, stracił jednak stanowisko podczas rekonstrukcji gabinetu. Wyjechał wówczas z Iranu do Jerozolimy i powrócił dopiero po zamachu stanu, który obalił rząd Mosaddegha. Został wtedy ministrem finansów w rządzie gen. Fazlollaha Zahediego i w imieniu rządu irańskiego prowadził negocjacje z Anglo-Iranian Oil Company w sprawie dalszego wydobycia eksploatacji krajowych złóż ropy naftowej, które rząd Mosaddegha znacjonalizował. Rozmowy zakończyły się utworzeniem państwowego irańskiego przedsiębiorstwa National Iranian Oil Company, które powierzyło wydobycie i eksploatację ropy koncernom międzynarodowym (z czego po 40% udziałów otrzymały spółki brytyjska i amerykańska). Podział zysków między każdym z koncernów a Iranem ustalono po połowie. Wynik negocjacji uznano w Iranie za niekorzystny; Ali Amini twierdził jednak, że nie był w stanie uzyskać lepszych warunków.
Ali Amini przyczynił się do upadku rządu Zahediego, jednak w nowym gabinecie Hosejna Ali otrzymał mniej prestiżową tekę ministra sprawiedliwości, a już po kilku miesiącach opuścił gabinet. Został ambasadorem Iranu w Stanach Zjednoczonych, co umożliwiło mu nawiązanie osobistych kontaktów z rodziną Kennedych, w tym z senatorem Johnem F. Kennedym i jego żoną Jacqueline. Ze stanowiska odwołano go w 1958 w związku z wykryciem spisku gen. Valiollaha Gharaniego, który planował przeprowadzenie zamachu stanu. W trakcie przesłuchań aresztowani zwolennicy Gharaniego stwierdzili, że po przewrocie zamierzali mianować premierem Iranu Alego Aminiego. Polityk utrzymywał, że nie wiedział o spisku, co nie było prawdą (został uprzedzony o planowanym przewrocie, odmówił współudziału, ale też nie poinformował o planowanym puczu władz państwowych). Obawiając się konsekwencji, Ali Amini po wyjeździe z Waszyngtonu udał się nie do ojczyzny, ale do Europy i wrócił do Teheranu dopiero wtedy, gdy szach osobiście obiecał mu bezpieczeństwo. Byłego ambasadora broniła dyplomacja amerykańska w Iranie.

### Premier Iranu

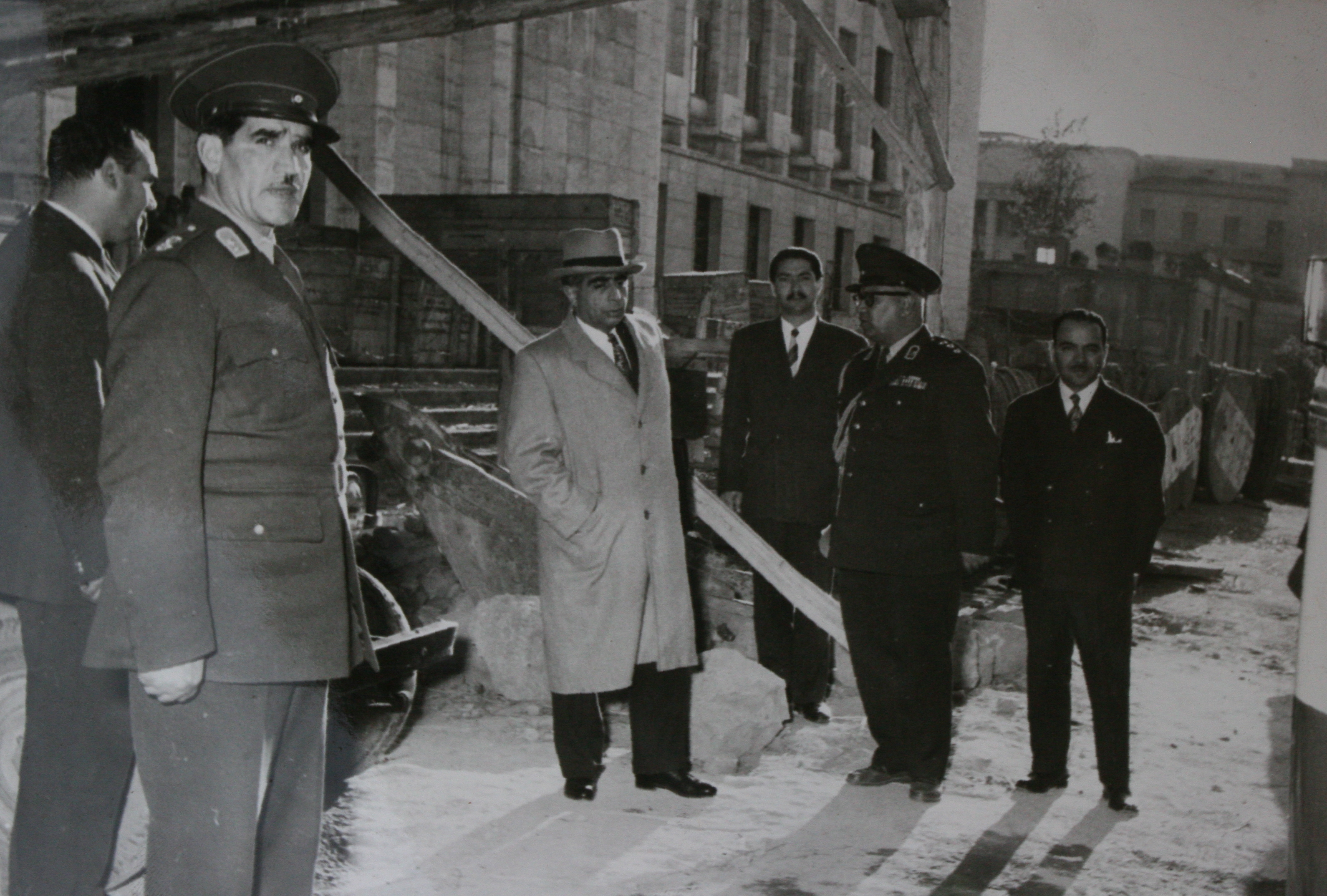
Ali Amini po uzyskaniu nominacji na stanowisko premiera Iranu

Niektórzy autorzy są zdania, że to John Kennedy jako prezydent USA, wpłynął na szacha Iranu, by w 1961 mianował Alego Aminiego na premiera. Nastąpiło to w momencie, gdy wewnętrzna sytuacja w państwie była szczególnie trudna. Dodatkowo szach osobiście wskazał niektórych członków gabinetu, w tym ministrów spraw wewnętrznych, zagranicznych i wojny; w rewanżu Amini wyznaczył na ministrów kilku działaczy związanych z lewicą (Nuroddin Alamuti, Mohammad Derachszesz) lub zamieszanych w spisek Gharaniego. Niechęć i nieufność szacha wobec premiera, jednego z nielicznych ówczesnych irańskich polityków, którzy nie zawdzięczali swojej pozycji wyłącznie protekcji Mohammada Rezy Pahlawiego, była kolejnym czynnikiem, który nie sprzyjał stabilności rządu.
Rząd Alego Aminiego, liberała, starał się poprawić stosunki władz państwowych z dostojnikami szyickimi. Premier osobiście spotkał się z kilkoma ajatollahami, w tym z Ruhollahem Chomeinim. Występował także z publiczną krytyką członków panującej dynastii, zarzucając im korupcję. Zgodził się na zalegalizowanie działalności Frontu Narodowego i powstanie Irańskiego Ruchu Wolności, opozycyjnej organizacji demokratyczno-islamskiej. Z powodu pogarszania się sytuacji gospodarczej państwa do porozumienia między rządem a opozycją jednak nie doszło.
Najważniejszą decyzją, jaką podjął Amini jako premier, a zarazem najważniejszym elementem białej rewolucji Mohammada Rezy Pahlawiego było wdrożenie reformy rolnej według projektu ministra rolnictwa Hasana Arsandżaniego, zainicjowanej w kwietniu 1962 i zaakceptowanej przez szacha w roku następnym. Na jej mocy prywatna własność ziemska miała zostać początkowo ściśle ograniczona do jednej wsi. Ostatecznie przyjęto poprawki korzystniejsze dla posiadaczy, umożliwiające im zachowanie także lasów, sadów, plantacji i przedsiębiorstw rolnych oraz zmechanizowanych gospodarstw. Dopuszczono również, by fundacje religijne zachowały darowane im niegdyś grunta. Ziemie odebrane posiadaczom rozdzielono między dzierżawców gruntów. Rolnik otrzymujący ziemię miał obowiązek przyłączenia się do miejscowego związku spółdzielczego; instytucje te podlegały ministerstwu rolnictwa i spraw wiejskich. Państwo zaangażowało się również w organizację szkół i zakładów opieki zdrowotnej na wsiach. Reforma rolna doprowadziła do całkowitej transformacji społecznej na irańskiej wsi. Jej postanowienia sprawiły, że w gronie przeciwników rządu znaleźli się dawni posiadacze ziemscy i popierający ich duchowni szyiccy. Ali Amini zainicjował również program zwalczania korupcji i marnotrawstwa w administracji publicznej, systemie sądownictwa, oświacie i wojsku. Aby przekonać do siebie duchownych szyickich, wprowadził również zakaz importu „dóbr luksusowych”, wśród których znalazł się alkohol.
W 1962 Ali Amini doprowadził do zdymisjonowania dyrektora policji politycznej SAWAK gen. Tejmura Bachtijara po tym, gdy z jego polecenia brutalnie rozpędzono antyrządowe manifestacje studentów sympatyzujących z Frontem Narodowym. Ostatecznie przyczyną dymisji Aminiego w 1962 stał się konflikt z szachem, jaki wybuchł po tym, gdy premier postanowił ograniczyć wydatki na wojsko. Amerykanie nie popierali już wówczas jego gabinetu. Nowy rząd utworzył Asadollah Alam, który był człowiekiem w pełni lojalnym wobec monarchy. W tym samym roku został odznaczony Krzyżem Wielkim Legii Honorowej.

### Po 1962
Do końca rządów Mohammada Rezy Pahlawiego Ali Amini nie objął żadnego stanowiska państwowego i był inwigilowany przez tajną policję polityczną SAWAK. Szach zwrócił się do niego o radę dopiero w końcowej fazie swoich rządów, jednak powstrzymanie rewolucji islamskiej było już wówczas niemożliwe. Po obaleniu monarchii w Iranie Ali Amini udał się na emigrację do Paryża. Był przez pewien czas związany z emigracyjnymi organizacjami opozycji monarchistycznej, w jej liberalnym skrzydle, ostatecznie jednak całkowicie wycofał się z polityki.